# Basseterre
Basseterre a Karib-tengerben fekvő Saint Kitts és Nevis fővárosa.

## Földrajz
Basseterre (=alacsony föld) Saint Kitts szigetének déli partvidékén található, a Monkey Hill (Majom-sziget, 353 m) előterében.

### Éghajlat
A trópusi, szavanna klímájú település évi középhőmérséklete 26 °C, a májustól novemberig tartó időszakban kapja 1150 mm csapadékának döntő többségét.
| Hónap                         | Jan. | Feb. | Már. | Ápr. | Máj. | Jún. | Júl. | Aug. | Szep. | Okt. | Nov. | Dec. | Év   |
| ----------------------------- | ---- | ---- | ---- | ---- | ---- | ---- | ---- | ---- | ----- | ---- | ---- | ---- | ---- |
| Átlagos max. hőmérséklet (°C) | 27,0 | 27,0 | 28,0 | 28,0 | 29,0 | 31,0 | 31,0 | 31,0 | 32,0  | 31,0 | 29,0 | 28,0 | 29,3 |
| Átlagos min. hőmérséklet (°C) | 24,0 | 24,0 | 24,0 | 24,0 | 26,0 | 26,0 | 26,0 | 26,0 | 26,0  | 26,0 | 25,0 | 24,0 | 25,1 |
| Átl. csapadékmennyiség (mm)   | 122  | 112  | 112  | 89   | 97   | 112  | 155  | 183  | 196   | 196  | 180  | 140  | 1694 |
| Forrás: BBC Weather           |      |      |      |      |      |      |      |      |       |      |      |      |      |

## Közlekedése
Basseterre kikötője és a város északi határában elhelyezkedő Golden Rock nemzetközi repülőtér (hivatalos neve: Robert L. Bradshaw nemzetközi repülőtér) az utóbbi években átlagosan több mint 30 000 turistát fogad, akik természeti szépségei és a tengeri fürdés lehetősége miatt keresik fel. Közvetlen járatok vannak London, New York és Miami felé, a turistaszezonban más városokból is érkeznek ide gépek.

## Története

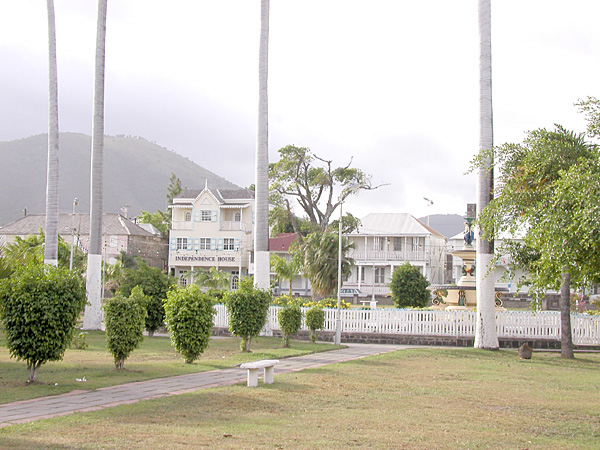
Basseterre belvárosa

1493-ban, második útja alkalmával fedezte fel Kolumbusz a karib indiánok által lakott szigeteket. 1623-ban angol, majd egy évvel később francia telepesek szállták meg Saint Kitts szigetét; Nevis szigetén pedig 1628-ban tűntek fel az első angol telepesek. Az őslakosság kiirtása után az angolok Saint Kitts középső, a franciák pedig az északi és déli partvidéket foglalták el. 1664-ben Saint Kitts és Nevis is a franciák fennhatósága alá került, s ők alapították meg Basseterre-t. 1713-ban az angolok elűzték a franciákat, akik 1782-ben még visszafoglalták egy évnyi időre. 1783-ban Basseterre az angol koronagyarmat székhelye lett. 1866-ban nagy földrengés és tűzvész pusztított, de a város újjáépült. 1983. szeptember 19-én Basseterre a független szigetállam fővárosa lett.

## Gazdasága
A szigetek fő kincse a cukornád. A főváros északkeleti részén épült fel Basseterre legnagyobb ipari létesítménye, a cukorgyár. További mezőgazdasági termékek: trópusi gyümölcsök, gyapot termesztése, feldolgozása és exportja.
Itt található a Kelet-Karibi Központi Bank központja.

## Közlekedése
Az ország vasútvonalát a cukorgyárhoz való szállítás, a trópusi gyümölcsök és a gyapot kivitelének megkönnyítése érdekében fektették le.
Basseterre kikötője és a város északi határában elhelyezkedő Golden Rock nemzetközi repülőtér egyre több turistát fogad, akik az ország természeti szépségei és a tengeri fürdőzés miatt keresik fel.

## Építészet

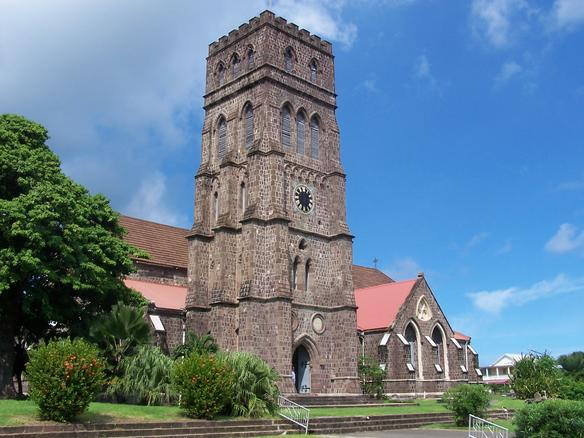
Basseterre, Szent György katedrális

A főváros szíve a mólókkal övezett kikötő környékén terül el. A város gyarmati időket idéző György-kori és Viktória-korabeli kereskedő- és lakóházai közé új szállodák, üzletek illeszkednek. Itt található a kormányzati szerveknek otthont nyújtó modern palota is.

## Nevezetességek
A város jelképe a Szent György-katedrális. A korábbi római katolikus templom helyén a 17. század közepén épült anglikán templomot az 1886. évi földrengés után újjáépítették.
A város történelmi belvárosa 1998 óta a világörökség javaslati listáján szerepel.

## Lakossága
Lakosainak száma 15 500 fő (2005-ben), azaz a kicsiny ország népességének több mint negyede él itt. A városkában a polgárok négyötödét alkotó négereken és mulattokon kívül indiaiak, kínaiak, és európaiak is megtelepedtek.